# The Sum of All Fears
The Sum of All Fears или «Цена страха» — название для двух видеоигр в жанре тактических шутеров, разработанных Red Storm Entertainment и изданных Ubisoft; одна была выпущена для Windows, PlayStation 2 (только в Европе) и GameCube, основанные на игровом движке Ghost Recon; другая была выпущена для Game Boy Advance.
Игра по мотивам фильма «Цена страха», который снят по книге Тома Клэнси «Все страхи мира». Это тактический шутер от первого лица, похожий на стиль серии игр Rainbow Six. Игра соединяет в себе движок серии игр Ghost Recon и тактический режим планирования серии игр Rainbow Six.

## Сюжет
Первые две миссии игры происходят во время событий фильма, где команда ФБР Hostage Rescue Team (HRT) работает, чтобы спасти заложников на телевизионной станции Чарлстон (Западная Виргиния), и прикрыли деятельность движения ополченцев в Западной Виргинии, называющих себя Жители Гор. С третьей миссии Джон Кларк вербует команду для работы на ЦРУ и оперативники работают над поиском и убийством заговорщиков по инциденту в Балтиморе, штате Мэриленд, в котором ядерная бомба была взорвана во время игры в американский футбол, убив большое количество людей.

## Геймплей
The Sum of All Fears использует значительно упрощённую версию геймплея, который можно увидеть в серии Rainbow Six. В каждой миссии нет этапа планирования; вместо этого команда игрока из 3-х человек выполняет предварительно запланированную вставку с другими антитеррористическими командами, контролируемыми исключительно компьютером. Однако игрок волен отклоняться от запланированного маршрута и выбирать собственный путь. Игрок также не может индивидуально выбрать снаряжение, которое носит каждый член команды. Вместо этого игрок выбирает из небольшого выбора предопределённых настроек оборудования для всей команды. На каждой миссии игрок имеет контроль над ещё двумя товарищами по команде и может взять под свой прямой контроль любого из них в любое время. Игрок также может дать несколько элементарных команд своим товарищам по команде, такие как жди здесь, следуй за мной, и зачистить/применить гранату/светошумовые в помещение.

## Оценки
| Сводный рейтинг    | Сводный рейтинг | Сводный рейтинг | Сводный рейтинг | Сводный рейтинг |
| Издание            | Оценка          | Оценка          | Оценка          | Оценка          |
| Издание            | GBA             | GC              | PC              | PS2             |
| ------------------ | --------------- | --------------- | --------------- | --------------- |
| GameRankings       | 67,91 %         | 35,67 %         | 71,70 %         | 53 %            |
| Metacritic         | 69/100          | 36/100          | 72/100          |                 |
| Иноязычные издания |                 |                 |                 |                 |
| Издание            | Оценка          | Оценка          | Оценка          | Оценка          |
| Издание            | GBA             | GC              | PC              | PS2             |
| EGM                |                 | 5,5/10          |                 |                 |
| Eurogamer          |                 |                 | 6/10            |                 |
| Game Informer      |                 | 5,5/10          | 7,5/10          |                 |
| GamePro            |                 | [ 14 ]          |                 |                 |
| GameRevolution     |                 |                 | C−              |                 |
| GameSpot           | 6,7/10          | 2,6/10          | 7,2/10          |                 |
| GameSpy            |                 | [ 19 ]          | [ 20 ]          |                 |
| GameZone           | 8,3/10          |                 | 8,3/10          |                 |
| IGN                | 6/10            | 2,5/10          | 8,7/10          |                 |
| Nintendo Power     | 4,1/5           | 3,1/5           |                 |                 |
| PC Gamer (US)      |                 |                 | 72 %            |                 |

The Sum of All Fears распродана тиражом в 180 000 экземпляров по состоянию на 30 сентября 2002 года. К концу 2002 года объём продаж превысил 400 000 экземпляров, хотя Ubisoft прогнозировала, что продажи к марту 2003 года составят всего 350 000 экземпляров.
Версии для PC и Game Boy Advance получили средние отзывы, в то время как версия GameCube получила неблагоприятные отзывы по агрегатору видеоигр Metacritic.